# Boris Danilowitsch Koroljow

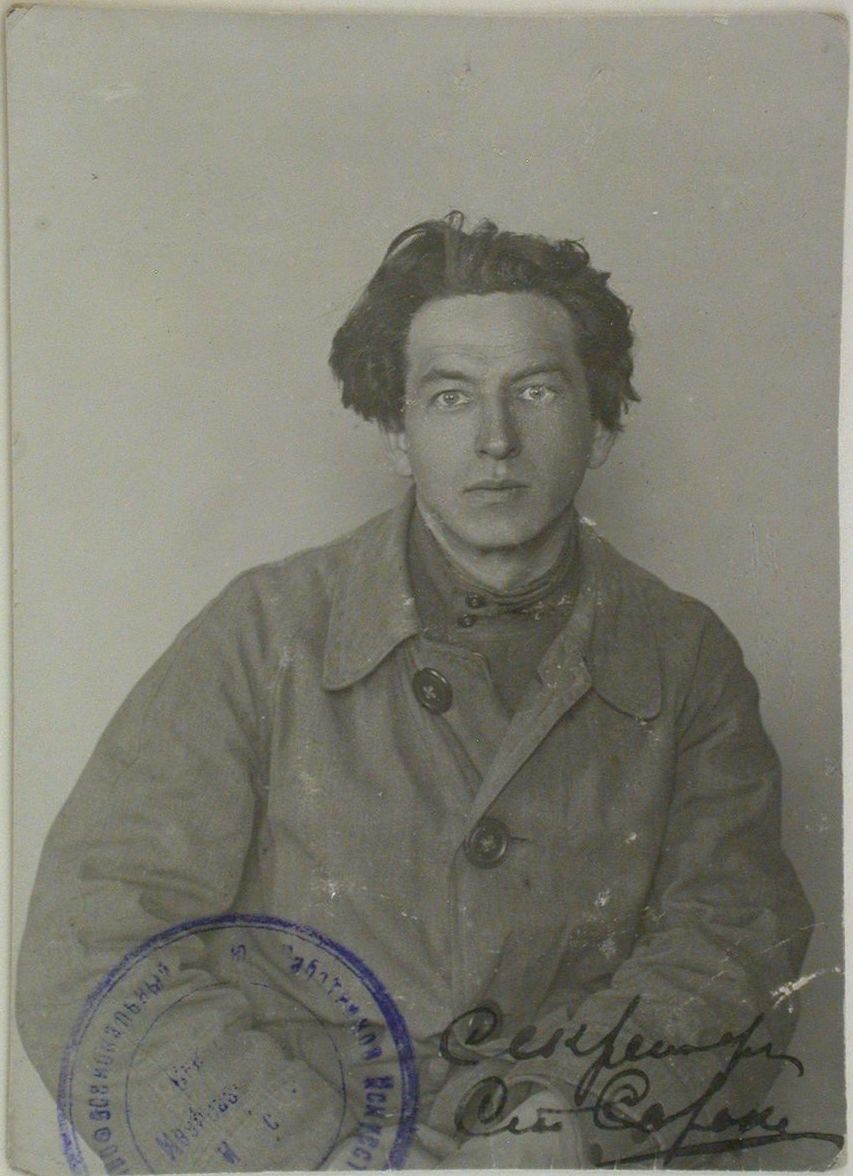
Wohl 1920er-Jahre

Boris Danilowitsch Koroljow (russisch Борис Данилович Королёв, wiss. Transliteration Boris Danilovič Korolëv; * 28. Dezember 1884jul. / 9. Januar 1885greg. in Moskau; † 18. Juni 1963 ebenda) war ein russisch-sowjetischer Bildhauer und Grafiker.

## Leben
Boris Koroljow wurde 1884 als Sohn eines Kaufmannes in Moskau geboren.
Er studierte ab 1902 Mathematik und Physik an der Moskauer Universität, von der er 1905 wegen revolutionärer Aktivitäten verwiesen wird. Danach studierte er Zeichenkunst in den Ateliers von Fjodor Rerberg, Uljanow und Ilja Maschkow und Maria Blok, bei der er 1908 seine erste Skulptur schuf.
Ab 1910 studierte er bei Sergei Wolnuchin an der Moskauer Hochschule für Malerei, Bildhauerei und Architektur. Gleichzeitig besuchte er an der Moskauer Universität die Fachbereiche Kunstgeschichte, Archäologie und Philologie. 1913 beendete er seine Ausbildung ohne Abschlussexamen.
Koroljow reiste nach England, Italien, Österreich, Deutschland und Frankreich. In Paris arbeitete er mit Alexander Archipenko zusammen. In Moskau gab er 1913–17 an einer Armenschule Zeichenunterricht. 1916 schuf er einen unverwirklichten Entwurf für ein Denkmal für den unbekannten Soldaten.
1917 war er Mitglied der Union russischer Bildhauer in Moskau. 1918–20 war er an der Gestaltung monumentaler Propagandawerke beteiligt. 1918–19 schuf er ein Denkmal für Michail Bakunin. Mit Alexei Babitschew und Kriwow war er Mitglied des Komitees zum Abbau zaristischer Denkmäler.
1918 wurde er Lehrer an der Zweiten Freien Staatlichen Kunstwerkstätten (kurz: Swomas). Dort leitete er 1919 die Bildhauer-Kooperative Monolit. Die Sinskulptarch wurde im Mai 1919 gründete er mit sieben Architekten bei der Unterabteilung Plastik der Abteilung ISO des NARKOMPROS die Sinskulptarch (später Schiwskulptarch genannt). Koroljow war auch am 1920 gegründeten INChUK tätig, aus dem er im Herbst 1921 austritt.
1922 stellte er bei Mir Iskusstwa (Welt der Kunst) aus. 1924, 1928 und 1930 auf der Biennale in Venedig. 1928 stellte er mit der Assoziation der Künstler des revolutionären Russlands (AChRR) und 1929 mit der Gesellschaft der Moskauer Künstler aus. 1925 gestaltet er das Monument für die Kämpfer der Revolution in Saratow. 1926 wurde er Mitglied der Gesellschaft russischer Bildhauer ORS und beteiligte sich an dessen Ausstellungen. 1929–30 unterrichtete er am Institut für Proletarische Bildende und Darstellende Künste in Leningrad. 1930–33 nahm er am Architekturwettbewerb für den Palast der Sowjets teil. 1933 schuf er Entwürfe für ein Lenin-Denkmal in Taschkent, welches 1991 abgerissen wurde.
1958 wurde in Moskau eine Einzelausstellung mit seinen Werken veranstaltet. 1963 starb Boris Koroljow in Moskau. Er wurde auf dem Nowodewitschi-Friedhof in Moskau begraben.

## Galerie von Werken

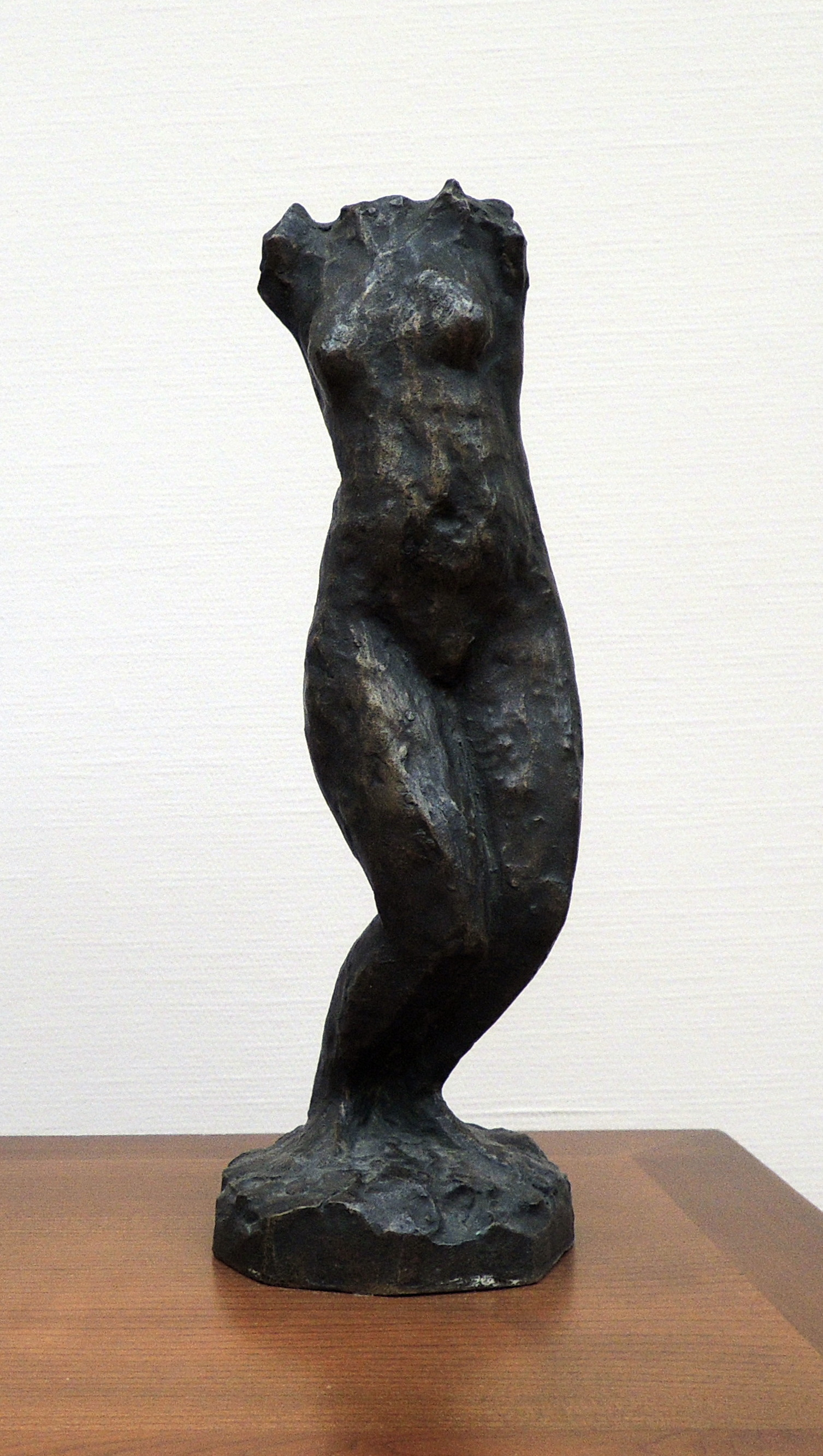
Tänzerin (1916)
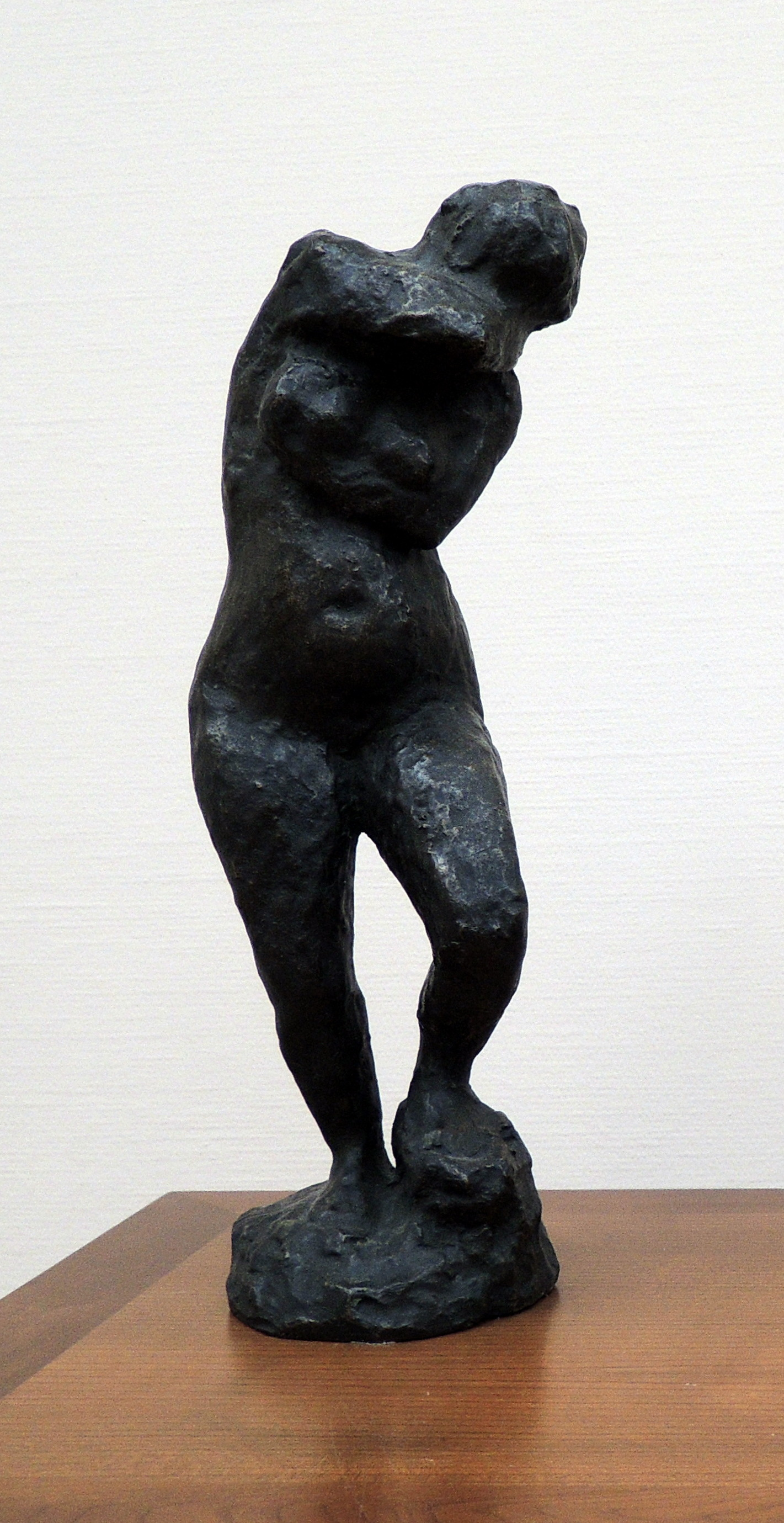
Weibliche Figur (1916)
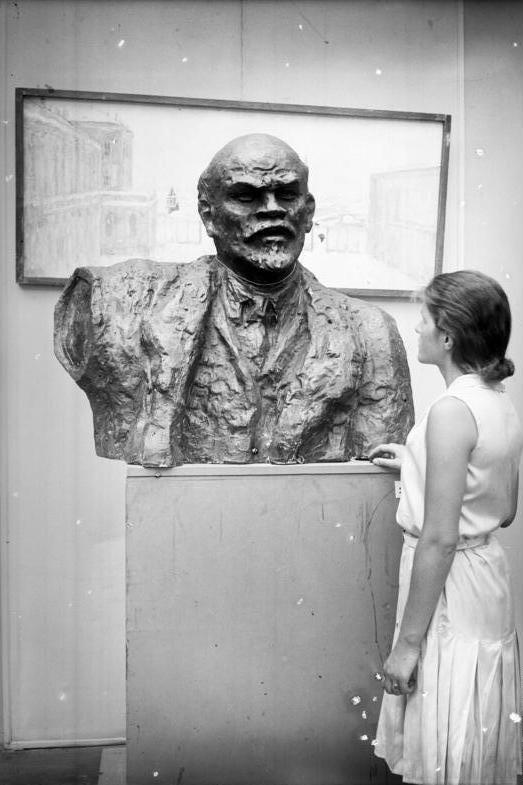
Lenin-Büste (um 1930)